# Cuq (Tarn)
Cuq é uma comuna francesa na região administrativa da Occitânia, no departamento de Tarn. Estende-se por uma área de 14.99 km², e possui 494 habitantes, segundo o censo de 2018, com uma densidade de 33 hab/km².